# Western Digital
Western Digital è il principale produttore mondiale di dischi rigidi e ha una lunga storia come produttore di circuiti integrati.
Fu fondata il 23 aprile 1970 come General Digital, inizialmente e per breve tempo fu un produttore di strumenti di test per i semiconduttori MOS, poi ne divenne un produttore grazie a dei capitali offerti da numerosi investitori e dalla Emerson Electric.
Nel luglio del 1971 adotta il nome attuale e si trasferisce a  Newport Beach, in California.
Il suo primo prodotto fu il WD1402A UART. Nel 2001 fu la prima società ad offrire dischi rigidi ATA con 8 MB di cache buffer. Nel 2003 produce il primo disco SATA (Serial ATA), che gira alla velocità di 10 000 rotazioni al minuto.
All'inizio del 2011 ha acquisito la sezione hard disk del suo concorrente Hitachi. I dati di vendita del 2010 indicano che Western Digital detiene attualmente il 50% del mercato. Nel 2012 è entrata nel mercato del networking producendo router, switch e altri prodotti del settore. Seagate Technology è la sua principale rivale.
È membro dell'Istituto europeo per le norme di telecomunicazione (ETSI).

## Storia

### 1970-1979
Finanziata inizialmente con fondi provenienti da investitori e dalla Emerson Electric Company, la WDC fece la sua fortuna vendendo chip per calcolatrici, divenendo il maggior produttore indipendente di chip per calcolatrici nel mondo nel 1975. La crisi petrolifera della metà degli anni 70 e la bancarotta di Bowmar Instruments, il principale cliente dei chip WD, cambiò le sorti della compagnia, che nel 1976 dichiarò bancarotta secondo il Capitolo 11 della legge fallimentare statunitense. A seguito di questi eventi, Emerson ritirò il supporto alla compagnia, che rimase da sola.
La WDC introdusse diversi prodotti di riferimento durante questo periodo, compreso il microprocessore multichip MCP-1600. L'MCP-1600 venne utilizzato nella serie LSI-11 della DEC e sui Pascal MicroEngine della stessa Western Digital con sistema operativo UCSD p-System Version III e UCSD Pascal. Il processore venne anche utilizzato in diversi chip per lettori floppy, in particolare nell'FD1771, il circuito integrato che ha spinto in avanti l'integrazione della WD è stato il chip 1771, il primo floppy drive formatter/controller. Nonostante un prezzo molto più alto della media dei chip CMOS dell'epoca, ebbe molto successo e portò notevoli profitti.

### 1980-1989
Il WD1771 e i suoi successori furono il primo ingresso della WDC nell'industria delle memorie; nei primi anni del 1980, venivano prodotti controllori per hard disk, e nel 1983, WD vinse il contratto di fornitura dei controller del PC/AT di IBM. Il controller prodotto per IBM, il WD1003, divenne nel 1986 la base per l'interfaccia ATA (sviluppata da WDC in collaborazione con Compaq e con la divisione MPI di Control Data Corporation, adesso parte della Seagate). Per quasi tutto il decennio, la famiglia di controller basati sul WD1003 furono la spina dorsale dei guadagni della WDC, generando un'enorme crescita corporativa. Tra la metà e la fine degli anni '80 vide uno sforzo da parte della compagnia di usare i profitti provenienti dai controller ATA per diventare un produttore OEM per l'industria PC. A tale scopo, WDC comprò una serie di aziende che si occupavano della produzione di hardware; come la Paradise (GPU, comprata nel 1986), la Faraday Electronics Inc (core logic chipsets, 1987) ADSI (Controller SCSI per dischi e unità a nastro magnetico, 1986); vennero realizzate anche alcune schede di rete(WD8003, WD8013 Ethernet e WD8003S StarLAN). Queste operazioni furono un successo (la Paradise produsse una delle schede VGA più performanti dei suoi tempi), nonostante ciò i maggiori introiti continuarono a provenire dai controller per dischi e dai chip delle memorie. Nel 1986, venne prodotto il WD33C93, interfaccia SCSI a singolo chip, che venne utilizzato nel primo adattatore SCSI a 16-bit con supporto alla tecnologia bus mastering, il WD7000 "FASST"; nel 1987 venne introdotto il WD37c65, una implementazione su singolo chip del circuito di controllo del floppy disk presente su PC/AT, nonché predecessore del moderno chip Super I/O; nel 1988 venne prodotto il WD42C22 "Vanilla", il primo controller ATA per hard disk a singolo chip. Il 1988 vide quello che sarebbe stato il più grande cambiamento nella storia della WDC. In quell'anno, la Western Digital comprò l'attività di produzione hard disk del produttore di PC Tandon; il primo prodotto di questa unione (sotto il nome WDC) fu la serie di dispositivi ATA e XT chiamata "Centaur".

### 1990-1999
Nel 1991 vi fu un rallentamento nello sviluppo dei controller per hard disk, causato dalla migrazione dai dispositivi ST-506 ed ESDI ai dispositivi ATA e SCSI. Questo anno vide l'ascesa dei dischi Caviar della WDC, con un nuovo design e tecnologie come servomotori integrati e sistemi di diagnostica computerizzata moderni.
Infine, i dischi Caviar vendettero così bene che WD decise di vendere le altre divisioni. Paradise venne venduta a Philips (dove scomparì), la divisione di networking e dei controller per floppy disk vennero venduti alla SMC Networks e la divisione dei chip SCSI business venne venduta a Future Domain, comprata in seguito dal leader di mercato Adaptec. Intorno al 1995 il passo in avanti che i Caviar godevano venne eclissato da nuove offerte da parte della concorrenza, in particolare dalla Quantum Corp., portando la WDC in crisi.
I prodotti e le idee di questo periodo non fecero molta strada. Il disco Portfolio (un modello a 3 pollici (76mm) sviluppato con JT Storage) fu un fallimento, così come l'interfaccia Hard Disk - CD-ROM chiamata SDX. I dischi WDC iniziarono a perdere nel confronto con i prodotti della competizione e anche la qualità iniziò a diminuire; gli assemblatori e gli appassionati di PC che consigliavano WD, si rivolsero ad altri, in particolare alla Maxtor, i quali prodotti videro un incremento qualitativo significativo nella fine degli anni '90. Nel tentativo di rovesciare il corso degli eventi, WD assunse l'aiuto della IBM. Questo accordo diede a WD il diritto di utilizzare alcune tecnologie IBM, incluse le testine a magnetoresistenza gigante e l'accesso agli impianti di produzione IBM. Il risultato fu la serie di dischi Expert, introdotta agli inizi del 1999. L'idea funzionò e la WD riottenne il rispetto della stampa e degli utenti, nonostante un richiamo dei dispositivi nel 2000 (causato da un difetto nel chip dei motori). La WDC ruppe in seguito i rapporti con IBM.

### 2000-2009
Nel 2001, Western Digital divenne il primo produttore a vendere nel mercato consumer degli hard disk ATA con un buffer di 8 MiB. In quel periodo, la maggior parte degli hard disk per personal computer avevano 2 MiB di buffer. WDC chiamò i modelli da 8 MiB "Special Edition", distinti dal codice JB (i modelli da 2 MiB avevano il codice BB). Il primo hard disk commercializzato fu il 100 GB WD1000JB. In seguito vennero prodotti altri modelli con capacità da 40GB. WD pubblicizzava l'utilizzo dei modelli JB per realizzare file server con un buon rapporto qualità-prezzo. Nell'ottobre 2001, WD adottò il "SEC Staff Accounting Bulletin No.101" e riclassificò Connex e SANavigator come attività cessate.
Nel 2003, WD acquisì gli asset della Read-Rite Corporation, un tempo leader del mercato nello sviluppo di testine magnetiche per hard disk. Nello stesso anno, WD commercializzò il primo HDD SATA da 10.000 rpm: il WD360GD "Raptor", con una capacità da 36 GB e un tempo di accesso minore di 6 millisecondi. Subito dopo venne distribuito il WD740GD da 74 GB, più silenzioso; la versione da 150GB, il WD1500, disponibile anche in una versione speciale con vetro trasparente, che permette all'utente di vedere la testina dell'hard disk in movimento durante le fasi di lettura e scrittura di dati. Nel 2004 gli HD Raptor avevano 5 anni di garanzia, questo li rese una scelta invitante per la realizzazione di storage server a costi molto contenuti, dove il numero di guasti ai dispositivi è maggiore a causa dell'utilizzo costante e al gran numero degli stessi. Nel 2006 venne introdotta la serie My Book, destinata al mercato di massa e contraddistinta per il design compatto e "a libro". Il 7 ottobre 2007 pubblica diverse versioni di un singolo HDD da 1 TB, il più capiente della serie My Book.
Nel 2007, WD acquistò il produttore di supporti magnetici Komag. Nello stesso anno, Western Digital implementa la tecnologia registrazione perpendicolare nelle serie di hard disk per notebook e desktop. Venne iniziata anche la produzione dei dispositivi GP (Green Power), riconosciuti per i bassi consumi di corrente e per l'ottima dissipazione del calore mantenendo buone prestazioni.
Nel 2007 Western Digital dichiarò che la velocità di rotazione dei dischi GP fosse "tra 7200 e i 5400 rpm", che, nonostante possa essere ingannevole, è tecnicamente corretto; i dischi ruotano ad una velocità di 5405 rpm e la velocità di rotazione dei Green Power non è variabile. I WD GP sono programmati per parcheggiare la testina nel caso in cui non vi sia stata alcun'attività per un corto periodo di tempo, come 5 secondi. Molte distribuzioni Linux scrivono sul file system in background più volte in un minuto. Ne consegue che ci potrebbero essere 100 o più load cycle per ora, rendendo così il valore di riferimento di 300.000 cicli superabile in meno di un anno.
Il 21 aprile 2008, Western Digital annunciò la nuova generazione dei Raptor SATA a 10.000 rpm. I nuovi hard disk, chiamati WD VelociRaptor, con capacità da 300 GB e una grandezza di 2.5 pollici compreso di IcePack, una struttura da 3.5 pollici con un dissipatore integrato. WD dichiarò che i nuovi HDD erano più veloci del 35% rispetto alla precedente generazione. Il 12 settembre 2008, Western Digital lanciò un hard disk da 500 GB e 2.5 pollici della serie Scorpio Blue per portatili.
Il 27 gennaio 2009, Western Digital rese disponibile il primo Hard Disk interno da 2 TB.
Il 30 marzo 2009, WD entrò nel mercato dei dischi a stato solido con l'acquisizione di Siliconsystems, Inc.
Il 27 luglio 2009, WD annunciò il primo hard disk portatile da 1 TB, disponibile sia nella serie Passport sia nella Scorpio blue per notebook

### 2010-presente
Nell'ottobre 2010, Wester Digital annunciò il primo hard disk interno da 3 TB.
Nel Marzo 2011, Western Digital si accordò con Hitachi per l'acquisizione della divisione memorie di massa di quest'ultima, la Hitachi Global Storage Technologies, per circa $4,3 miliardi di cui $3,5 miliardi vennero pagati in contanti e il resto con 25 milioni di azioni della Western Digital.
Il 21 ottobre 2011, l'impianto di produzione thailandese della Western Digital sospese la produzione in relazione alle inondazioni thailandesi dello stesso anno. Questo causò una scarsità della fornitura di hard disk da parte della WD. I produttori di PC notarono il problema e il CEO di Apple, Tim Cook, Dichiarò di essere "praticamente certo che ci sarà una carenza complessiva nel settore degli hard disk come conseguenza del disastro thailandese". Un portavoce della Dell dichiarò che la sua compagnia stesse lavorando con i suoi fornitori di hard disk per gestire i potenziali impatti per il resto dell'anno. Nonostante ciò, i profitti della Western Digital incrementarono a seguito dell'incremento dei prezzi degli HDD.
Nel Marzo 2012, WD completò l'acquisizione della Hitachi Global Storage Technologies e divenne il maggiore produttore di hard drive nel mondo. Per gestire i requisiti delle agenzie di regolazione, nel maggio 2012 WD cedette a Toshiba parte delle attività per la produzione di alcuni dischi da 3.5 pollici destinati al mercato desktop e consumer.
Nel luglio 2012, WD annunciò la serie di dispositivi "RED", progettati per i dispositivi NAS. Questa serie ha un firmware speciale creato per piccoli ambienti di lavoro e case, ha un'affidabilità maggiore rispetto ai dispositivi desktop standard, un'efficienza energetica maggiore e una garanzia di 3 anni.
Nel Novembre 2012, Western Digital annunciò un HDD da 4 TB con formato 3.5 pollici e 7200 RPM, della serie "Black".
Il 27 gennaio 2013, Timothy Martin Leyden annunciò che WD avrebbe investito $200 milioni di USD per espandere la produzione in Thailandia. Le operazioni sono riprese dopo che le riparazioni ai danni causate dalle inondazioni del 2011 furono ultimate.
Nel novembre 2013, WD (tramite la sussidiaria HGST) ha mostrato il nuovo hard disk riempito d'elio, l'Ultrastar He6 da 6 TB. Confrontati con i comuni hard disk riempiti ad aria, questi vantano una riduzione del 49% dei consumi elettrici per terabyte di capienza.
Ad ottobre del 2015 WD annuncia l'acquisizione di SanDisk per $19 miliardi di dollari. L'acquisizione è stata completata il 12 maggio 2016.
A fine ottobre 2020 Western Digital annuncia gli SSD next gen.
Ad inizio Aprile 2023, l'azienda è vittima di un grave incidente di sicurezza che mette fuori uso l'accesso ai dati di tutti gli utenti delle serie Cloud Storage. 

## Hard disk esterni
Gli hard disk esterni si dividono nelle seguenti linee di prodotto:
- WD_BLACK[7]
- Elements
- My Book
- My Passport[8]

## Innovazioni
La Western Digital ha realizzato un certo numero di innovazioni, che includono
- c.1971 – WD1402A, il primo UART a singolo chip
- c.1976 – WD1771, il primo controller per floppy disk a singolo chip
- 1981 – WD1010, il primo controller a singolo chip per ST-506
- 1983 – WD1003, controllore per HDD considerato il predecessore di ATA
- 1986 – Sviluppato ATA in collaborazione con Compaq e Control Data
- 1986 – WD33C93, uno dei primi chip SCSI
- 1987 – WD7000, il primo ISA SCSI controller con tecnologia bus-mastering
- 1987 – WD37C65, il primo controller per floppy disk su singolo chip compatibile con i PC/AT di IBM
- 1988 – WD42C22, il primo controller ATA a singolo chip
- 1990 – Introduzione dei dischi Caviar
- 2001 – Il primo disco IDE per il mercato di massa con un buffer di 8 MiB
- 2003 – Il primo disco SATA con una velocità di rotazione pari a 10.000 RPM

## Hard Disk Parallel ATA
Western Digital è stato l'ultimo produttore di hard disk PATA per i PC, producendoli fino a dicembre 2013.